# Дебов, Сергей Сергеевич
Серге́й Серге́евич Де́бов (7 декабря 1919 года — 13 июня 1995 года) — советский и российский деятель науки, академик АМН СССР, вице-президент АМН СССР, профессор, доктор биологических наук, участник Великой Отечественной войны 1941—1945 гг. Герой Социалистического Труда (1979), Герой Труда Вьетнама, лауреат Ленинской премии (1978), лауреат премии Совета Министров СССР (1981), лауреат Государственной премии УССР (1982), лауреат премии им Н. И. Пирогова РАМН (1994). Долгое время работал в Научно-исследовательской лаборатории при Мавзолее В. И. Ленина, а затем возглавлял её 27 лет.

## Биография
Родился 7 декабря 1919 года в Москве. В 1938 году начал учёбу в 1-м Московском медицинском институте, но в связи с началом войны в 1941 году был переведён на военный факультет во 2-й Московский медицинский институт.
В 1942 году получил диплом военного врача и был направлен в действующую Красную Армию, где стал командиром медико-санитарного взвода, а в дальнейшем — старшим врачом бригады (8-я легкая самоходно-артиллерийская Ченстоховская Краснознаменная бригада 5-й гвардейской армии, а с марта 1945 г. — 52-й армии 1-го Украинского фронта). Был тяжело ранен (22.12.1942 г.)
После окончания войны работал в Министерстве здравоохранения РСФСР. В 1947 году поступил в ординатуру по биохимии в Московский научно-исследовательский онкологический институт имени П. А. Герцена.
В 1950 году защитил кандидатскую диссертацию и стал старшим научным сотрудником, затем заведующим химическим отделом, заместителем директора по научной части.
С 1954 года С. С. Дебов — доцент, затем профессор кафедры биохимии 1-го Московского медицинского института.
В 1967 году — стал директором Научно-исследовательской лаборатории при Мавзолее В. И. Ленина
В 1969 году сотрудники лаборатории забальзамировали тело вождя вьетнамского народа Хо Ши Мина.
В 1974 году возглавил лабораторию энзимологии АМН СССР.
В 1971 году был избран академиком АМН СССР, в 1976 году — академиком-секретарём Отделения медико-биологических наук АМН СССР.
С 1977 года по 1987 год С. С. Дебов занимал пост вице-президента АМН СССР.
Основные научные работы Дебова посвящены проблемам обмена нуклеиновых кислот и белков в нормальных и опухолевых тканях. С помощью метода фракционирования Дебов выделил из ядерных оболочек клеток фракции остаточных белков. Совместно с Львом Зильбером и Борисом Збарским обнаружил специфический белковый антиген в первичных опухолях печени.
Указом Президиума Верховного Совета СССР от 6 декабря 1979 года за большие заслуги в развитии медицинской науки и в связи с шестидесятилетием со дня рождения Дебову было присвоено звание Героя Социалистического Труда.
В начале 1990-х годов, в связи с началом обсуждения вопроса о захоронении тела Ленина, активно выступал за сохранение тела Владимира Ильича Ленина в Мавзолее.

Владимир Ильич — крупнейшая историческая личность XX века. Его идеи можно принимать или отрицать, но уничтожить этот период нашей истории, омрачить его невозможно. Мавзолей Ленина — памятник нашему времени. На мой взгляд, вопрос о перезахоронении Ленина используется сегодня некоторыми людьми для обеспечения политического капитала как средство, с помощью которого пытаются набрать лишние очки. Этими разговорами стремятся отвлечь внимание общества от краха реформ, роста цен и нищеты, увеличения безработицы, разгула преступности, коррумпированности чиновников, межнациональных конфликтов и трагедии беженцев
— Фрагмент интервью с Дебовым, 1990-е годы
Дебов являлся вице-президентом Всесоюзного биохимического общества, главным редактором журнала «Вопросы медицинской химии». Жил в Москве.
Скончался 13 июня 1995 года. Похоронен на Миусском кладбище.

## Труды
Библиография:
- С.С.Дебов, Б.И.Збарский. Химия и биохимия нуклейновых кислот. — Москва: Медицина, 1968. — 428 с.
- С.С.Дебов. Биосинтез и обмен пиримидиновых нуклеотидов и некоторых аналогов пиримидиновых оснований в тканях животных и у микроорганизмов. — Москва: АМН СССР, 1963.
- С.С.Дебов, В.В.Меньшиков. Методы исследования активности некоторых ферментов в клинике. — Москва, 1967. — С. 78.

Патенты:
- Способ получения рестриктазы
- Способ получения модифицирующих метилаз
- Способ получения сайт-специфической эндонуклеазы

## Награды и почётные звания
- Медаль «Серп и Молот»
- Ленинская премия (1978)
- Премия Совета Министров СССР (1981)
- Государственная премия Украинской ССР в области науки и техники (1982)
- 3 Ордена Ленина
- Орден Отечественной войны I степени
- 2 Ордена Трудового Красного Знамени
- Орден Красной Звезды (23.07.1944)
- медали

Иностранные
- Герой труда ДРВ
- Орден Кирилла и Мефодия I степени (НРБ)
- Орден Труда (ДРВ) I степени[4]